# Brandon Wheat Kings
Brandon Wheat Kings är ett kanadensiskt proffsjuniorishockeylag som är baserat i Brandon, Manitoba och har spelat i den nordamerikanska proffsjuniorligan Western Hockey League (WHL) sedan 1967, när ligan hette Western Canada Hockey League. De spelar sina hemmamatcher i Westman Communications Group Place at Keystone Centre som har en publikkapacitet på 5 102 åskådare. Wheat Kings har vunnit WHL två gånger (1978–1979, 1995–1996).
Wheat Kings har lyckats få fram spelare som bland annat Laurie Boschman, Dustin Byfuglien, Matt Calvert, Jason Chimera, Eric Fehr, Ray Ferraro, Josh Harding, Ron Hextall, Trevor Kidd, Bryan McCabe, Brad McCrimmon, Jeff Odgers, Chris Osgood, Brian Propp, Wade Redden, Brayden Schenn, Dave Semenko, Ole-Kristian Tollefsen, Jordin Tootoo, Oleg Tverdovsky, Alexander Urbom och Juha Widing som alla tillhör alternativt tillhörde olika medlemsorganisationer i den nordamerikanska proffsligan National Hockey League (NHL).